# Bertrand Halperin
Bertrand Israel Halperin (6 dicembre 1941) è un fisico statunitense, ex titolare della cattedra Hollis di matematica e filosofia naturale presso il dipartimento di fisica dell'Università di Harvard.
Halperin nacque a Brooklyn a New York, dove è cresciuto nel quartiere di Crown Heights. Sua madre era Eva Teplitzky Halperin e suo padre Morris Halperin. Sua madre era un amministratore del college e suo padre un ispettore doganale. Entrambi i suoi genitori sono nati in Unione Sovietica. La famiglia di sua nonna paterna, i Maximov, sosteneva di discendere dal rabbino Ba'al Shem Tov, il BESHT.
Frequentò l'Università di Harvard (classe 1961) e si è laureato a Berkeley con John J. Hopfield (PhD nel 1965). Dopo 10 anni (1966-1976) di lavoro presso i Bell Laboratories a Murray Hill nel New Jersey, è stato nominato professore di fisica all'Università di Harvard.
Negli anni '70, insieme a David Robert Nelson, elaborò una teoria della fusione bidimensionale (nota come teoria di Kosterlitz-Thouless-Halperin-Neslon-Young), prevedendo la fase esatica prima che fosse osservata sperimentalmente da Pindak et al. Negli anni '80 ha contribuito alla teoria dell'effetto Hall quantistico e dell'effetto Hall quantistico frazionario. I suoi interessi recenti riguardano l'area dei sistemi elettronici a bassa dimensionalità fortemente interagenti.
Halperin è stato eletto Fellow dell'American Physical Society nel 1972 e membro della National Academy of Sciences nel 1982. Nel 2001 è stato insignito del premio Lars Onsager. Nel 2003, insieme a Anthony James Leggett, ha ricevuto il premio Wolf per la fisica. Nel 2016 è stato Lise Meitner Distinguished Lecturer.
Nel 2018 è stato insignito della APS Medal for Exceptional Achievement in Research per "i suoi contributi seminali alla fisica teorica della materia condensata, in particolare il suo lavoro pionieristico sul ruolo della topologia sia nei sistemi classici che in quelli quantistici".

## Pubblicazioni scelte
- Anomalous low-temperature thermal properties of glasses and spin glasses (PDF), in Philosophical Magazine, vol. 25, n. 1, gennaio 1972,  pp. 1-9, DOI:10.1080/14786437208229210.